# جیبریل دیوپ مامبتی
جیبریل دیوپ مامبتی (فرانسوی: Djibril Diop Mambéty‎؛ ۲۳ ژانویه ۱۹۴۵ – ۲۳ ژوئیهٔ ۱۹۹۸) کارگردان فیلم، بازیگر، سخنور، شاعر و آهنگساز اهل سنگال بود.
از فیلم‌هایی که وی در آن‌ها نقش داشته است، می‌توان به دکامرون سیاه اشاره نمود.